# 芦屋市幼児誘拐事件
芦屋市幼児誘拐事件（あしやしようじゆうかいじけん）は、1985年3月8日に発生した身代金目的の誘拐事件である。犯人は身代金受け取りの途中で事故死した。

## 事件の概要
兵庫県芦屋市にある繊維問屋の社長宅に同居していた社員の男児が母親と就寝中に連れ出された。4時25分（JST。以下同様）頃。
この間、犯人は盗難車を乗り換え、身代金受渡に関する指示書を配置していたと思われる。
その後、10時41分に犯人から最初の電話が入り、身代金5000万円が要求された。これ以降、犯人からの電話は29回に上った。
19時47分の電話で中国自動車道の西宮北インターチェンジに自家用車で向かうよう指示された。犯人は父親1人で来るよう指示したが、すでに極秘捜査を開始していた兵庫県警は捜査員1名を自家用車のトランクルームに潜ませた。
父親は20時33分頃に現地に到着したが、そこに犯人の姿はなかった。20時44分、自宅に犯人から「社パーキングエリアの電話ボックスを見ろ」と電話が入った。
その後の流れは以下の通り。
1. 21時22分頃。社パーキングエリアの電話ボックスで「西宮北インターを出ろ、一般道の公衆電話を見ろ」と指示書。
2. 22時5分頃。該当公衆電話で「長尾バス停ベンチ下を見よ」と指示書。
3. 22時34分頃。該当するベンチに「（身代金の入った）バッグを置いて立ち去れ」と指示書。

父親は指示通り自家用車で立ち去ったが、すでに警察は捜査員を周囲に配置し犯人が現れるのを待ち伏せした。ところが、当然バッグの置いてある下り車線側のバス停に現れるだろうと注視していた警察の予想をよそに、犯人のX（当時26歳）は、反対側の上り車線から高速道路を横断し始めた。この時、降雨があり、視界はよくなかった。中央分離帯付近まで来たところで、突然の急ブレーキ音がし、Xは大型トラックにはねられ即死した。
男の衣服から、誘拐被害社宅の電話番号を書いたメモ、自動車運転免許証、サラ金の会員券、質札などが発見され、現金の持ち合わせはなかった。なお、免許証からXの身元が判明した。
警察は、30回以上に及ぶ電話が全てXのものだったこと、引き続きの電話がないことなどから、Xの単独犯と判断し、公開捜査に踏み切った。3000人の捜査員が動員された。誘拐された幼児は、事件発生の翌日（3月9日）に現場付近に駐車していたトラックの車中で無事に発見された。
誘拐された幼児に精神的外傷は見られなかった。後に父親からXが事故死したことを伝えられると、「エッ、おっちゃんやさしくしてくれたのに」と驚いたと言う。

### 動機
Xはサラ金等に計470万円の借金があり、その返済に苦慮していたことがわかり、それが動機だったと思われる。

## 特徴点
この事件は、日本の近代犯罪史において2つの大きな特徴を持っている。
ひとつは、受渡に関して指示書で何度も行き先を指示する手口が、グリコ・森永事件を模倣したものだったこと。所轄の兵庫県警は、まさにその渦中に置かれていた。
もうひとつは、受渡時に犯人が高速道路を横断、跳ねられ轢死すると言うもの。身代金受渡時の（警察の意図とはまったく関係のない）犯人事故死は日本では前代未聞であった。